# Alan Blackburn
Alan Blackburn (* 4. August 1935 in Pleasly, Derbyshire; † 14. Januar 2014 in Telford) war ein englischer Fußballspieler.

## Karriere
Blackburn, der in einem Waisenhaus des Wohltätigkeitsorganisation Barnardo's aufwuchs, wurde von Spähern des Londoner Klubs West Ham United als Jugendfußballer in Hertfordshire entdeckt. 17-jährig unterschrieb Blackburn seinen ersten Profivertrag bei West Ham und sorgte in der Saison 1953/54 für Aufsehen, als er 13 Treffer im FA Youth Cup erzielte und mit dem Reserveteam den Titel in der London Combination gewann. Im Dezember 1954 gab er gegen Derby County sein Pflichtspieldebüt für das Profiteam in der Second Division, weitere Einsätze waren aufgrund seines im März 1955 beginnenden Militärdienstes aber limitiert. Zu einer Reihe von Einsätzen kam er lediglich gegen Ende der Saison 1955/56, als er zwischen dem 30. März und 28. April in sechs Partien aufgeboten wurde und dabei auch zwei Treffer erzielte.
Nach insgesamt 17 Pflichtspielen und 3 Toren wechselte Blackburn im November 1957 für eine Ablöse von £7.000 in die Third Division North zu Halifax Town. Am Ende seiner ersten Spielzeit mit Halifax gelang die Qualifikation für die neue eingleisige Third Division, bis zu seinem Abgang am Ende der Saison 1960/61 kam er regelmäßig zum Einsatz und erzielte in 124 Ligaspielen 35 Tore. Im Sommer 1961 wechselte der Stürmer in den Non-League football und schloss sich dem FC Margate mit Spielbetrieb in der Division One der Southern Football League an. Blackburn, der über einen starken linken Schuss und die Fähigkeit bei Kopfbällen in der Luft zu „stehen“ verfügte, war in drei Spielzeiten bei Margate Toptorjäger des Teams, Highlights seines vierjährigen Aufenthalts waren ein Treffer beim 3:0-Erstrundensieg im FA Cup 1961/62 gegen den Drittligisten Bournemouth & Boscombe Athletic sowie der Aufstieg in die Premier Division der Southern League 1963.
Im Sommer 1965 verließ Blackburn nach 121 Toren in 211 Pflichtspielen Margate, nachdem ein Arzt zur Behandlung seiner kranken Tochter einen Umzug in eine nördlichere Gegend empfahl. Er setzte seine Fußballerlaufbahn noch für drei Jahre in der Southern League bei Wellington Town fort, bevor er ab 1968 seine Karriere bei Knightley ausklingen ließ. Beruflich war Blackburn im Fensterreinigungsgewerbe tätig, bereits während seiner Zeit bei Margate führte er mit seinem Mannschaftskameraden Bob Harrop ein solches Unternehmen, später war er auch Teilhaber eines Betriebs in Telford.